# Coelidia egregius
Coelidia egregius är en insektsart som beskrevs av Heinrich Christian Friedrich Schumacher 1915. Coelidia egregius ingår i släktet Coelidia och familjen dvärgstritar. Inga underarter finns listade i Catalogue of Life.